# Gal Fridman
Gal Fridman (hebrejsky: גל פרידמן; * 16. září 1975, Karkur, Izrael) je izraelský windsurfista a zlatý olympijský medailista.
Fridman vyhrál bronzovou medaili na LOH v Atlantě v roce 1996 a zlatou medaili na LOH v Aténách v roce 2004. Je jediným izraelským sportovcem, který získal dvě olympijské medaile a prvním zlatým olympijským medailistou v izraelských dějinách. Jeho sportovnímu zaměření je poplatné jeho první jméno, které v hebrejštině znamená vlnu.

## Mládí a windsurfařská kariéra
S jachtařským sportem začal ve věku sedmi let a prvních závodů se účastnil od jedenácti. Prvních mezinárodních závodů se zúčastnil během svých školních let v letech 1989 až 1991 v kategorii mladých. Poté nastoupil do Izraelských obranných sil a následně již soutěžil v kategorii dospělých.
V roce 1995 vyhrál Mistrovství ASA Boardsailing v Ejlatu v Izraeli. V roce 1999 vyhrál Mistrovství světa ve windsurfingu ASA v Ejlatu. Navzdory jeho formě v předchozích letech neuspěl kvůli úrazu v kvalifikaci na LOH Sydney v roce 2000.
V roce 2002 vyhrál Mistrovství světa ve windsurfingu v Pataje v Thajsku a v únoru 2003 byl uveden na prvním místě v hodnocení Mezinárodní jachtařské federace.

## Atlanta 1996
V roce 1996 vyhrál Gal Fridman pro Izrael bronzovou olympijskou medaili na LOH v Atlantě v mužské kategorii windsurfingu a byl rovněž zvolen izraelským sportovcem roku.

## Atény 2004
Fridman byl jedním z izraelských favoritů na medailový zisk (společně s judistou Arielem Ze'evim a atletem Alexandrem Averbuchem) a již dva roky před touto olympiádou se na ní intenzivně připravoval.
V Aténách měl v jedenácti kvalifikačních závodech následující výsledky:
| Závod    | 1   | 2 | 3 | 4 | 5 | 6 | 7 | 8 | 9 | 10 | 11 |
| Umístění | (8) | 3 | 5 | 5 | 1 | 7 | 5 | 1 | 8 | 5  | 2  |

(Poznámky: nejhorší výsledek je vynechán)
V poslední závodě, který se konal 25. srpna 2004 Fridman využil špatné výkonnosti Brazilce Ricarda Santose a taktické chyby Řeka Nikolaose Kaklamanakise, čímž se dostal až na druhé místo a v posledním závodě skončil druhý, a celkově získal zlatou medaili. Celkově získal 50 záporných bodů a ve výsledku měl 42 negativních bodů. Jelikož se jednalo o nejnižší záporné skóre v soutěži získal Fridman zlatou olympijskou medaili, vůbec první v historii Izraele.
Výsledné umístění:
1. Gal Fridman – Izrael (zlatá medaile)
2. Nikolaos Kaklamanakis – Řecko (stříbrná medaile)
3. Nick Dempsey – Spojené království (bronzová medaile)
4. Ricardo Santos – Brazílie
5. Przemysław Miarczyński – Polsko

Izraelský prezident Moše Kacav, premiér Ariel Šaron a další izraelští představitele a politici Fridmanovi volali ke gratulaci. Na udílecí ceremonii do Atén přiletěla ministryně školství, kultury a sportu Limor Livnat.
Fridman svou medaili věnoval k památce jedenácti izraelských atletů, kteří byli zavražděni členy organizace Černé září během Mnichovského masakru na LOH Mnichov v roce 1972.

## Úspěchy
| rok  | soutěž                                     | výsledek |
| ---- | ------------------------------------------ | -------- |
| 1995 | Mistrovství Evropy ve windsurfingu         | 2. místo |
| 1996 | Mistrovství světa ve windsurfingu          | 2. místo |
| 1996 | Olympijský hry, Atlanta                    | 3. místo |
| 1997 | Mistrovství Evropy ve windsurfingu         | 3. místo |
| 1999 | Mistrovství světa ve windsurfingu ASA      | 1. místo |
| 2002 | Mistrovství Evropy ve windsurfingu         | 2. místo |
| 2002 | Mistrovství světa ve windsurfingu, Thajsko | 1. místo |
| 2003 | Mistrovství světa ISAF                     | 3. místo |
| 2004 | Olympijské hry, Atény                      | 1. místo |

## Kariéra po LOH 2004
V roce 2005 vyhrál Fridman zlatou medaili na Izraelském cyklistické mistrovství.
V roce 2007 vyhrál v muřské kategorii soutěže New Year International Regatta v Limassolu na Kypru.
V souvislosti s blížícími se olympijskými hrami v Pekingu (LOH 2008) Fridman zjistil, že bude obtížné přizpůsobit se na nový typ windsurfu RS:X Neil Pryde, který nahradil typ Mistral a neuspěl v kvalifikaci pro olympijský tým. Jeho místo zaujal mladý a nadějný windsurfař Šachar Cuberi.

## Hala slávy
V roce 2005 Fridman vstoupil do Mezinárodní židovské sportovní haly slávy.